# 方丹·米卡·赖特
方丹·米卡·赖特（英語：Fontaine Mica Wright，1990年1月2日—），本名方丹·米卡·查普曼（英語：Fontaine Mica Chapman），英格蘭女子羽毛球運動員。

## 簡歷
2014年8月，方丹·米卡·查普曼參加丹麥哥本哈根舉行的世界羽毛球錦標賽，出戰女子單打項目，首圈就以0比2（26-28、17-21）不敵加拿大的李文珊出局。
2015年8月，查普曼參加印尼雅加達舉行的世界羽毛球錦標賽，出戰女子單打項目，首圈就以0比2（12-21、19-21）不敵美國的王苑力出局。
2017年8月，查普曼參加蘇格蘭格拉斯哥舉行的世界羽毛球錦標賽，出戰女子單打項目，首圈就以1比2（21-17、13-21、9-21）不敵德國的路易丝·海姆出局。

## 主要比賽成績
只列出曾進入準決賽的國際賽事成績：
| 年份   | 賽事                     | 公開賽級別 | 項目     | 拍檔            | 成績   |
| ------ | ------------------------ | ---------- | -------- | --------------- | ------ |
| 2012年 | 愛爾蘭羽毛球未來系列賽   | 未來系列賽 | 女子單打 | －              | 準決賽 |
| 2013年 | 克羅地亞羽毛球國際賽     | 國際系列賽 | 女子單打 | －              | 準決賽 |
| 2013年 | 克羅地亞羽毛球國際賽     | 國際系列賽 | 女子雙打 | 海伦娜·卢森斯卡 | 準決賽 |
| 2014年 | 葡萄牙羽毛球國際賽       | 國際系列賽 | 女子單打 | －              | 準決賽 |
| 2014年 | 波蘭羽毛球國際賽         | 國際系列賽 | 女子單打 | －              | 準決賽 |
| 2014年 | 荷蘭羽毛球大獎賽         | 大獎賽     | 女子單打 | －              | 準決賽 |
| 2014年 | 匈牙利羽毛球國際賽       | 國際系列賽 | 女子單打 | －              | 冠軍   |
| 2014年 | 威爾斯羽毛球國際賽       | 國際挑戰賽 | 女子單打 | －              | 準決賽 |
| 2015年 | 歐洲羽毛球混合團體錦標賽 | 其他       | 混合團體 | －              | 亞軍   |
| 2015年 | 希臘羽毛球國際賽         | 國際系列賽 | 女子單打 | －              | 冠軍   |
| 2016年 | 保加利亞羽毛球公開賽     | 國際系列賽 | 女子單打 | －              | 準決賽 |
| 2016年 | 瑞士羽毛球國際賽         | 國際系列賽 | 女子單打 | －              | 準決賽 |
| 2017年 | 歐洲羽毛球混合團體錦標賽 | 其他       | 混合團體 | －              | 季軍   |

| 2007-2017年 | 首要超級賽 | 超級賽 | 黃金大獎賽 | 大獎賽 | 國際挑戰賽 | 國際系列賽 | 未來系列賽 | 其他 |

| 2018-2026年 | 總決賽 | 超級1000賽 | 超級750賽 | 超級500賽 | 超級300賽 | 超級100賽 | 國際挑戰賽 | 國際系列賽 | 未來系列賽 | 其他 |

### 奧運會和世錦賽參賽紀錄
|          | 2014 | 2015 | 2016 | 2017 |
| -------- | ---- | ---- | ---- | ---- |
| 女子單打 | 48強 | 48強 | －   | 48強 |